# Nippo-Vini Fantini-Faizanè
La Nippo-Vini Fantini-Faizanè è stata una squadra maschile italiana di ciclismo su strada con licenza Professional Continental. Fu attiva nel professionismo dal 2010 al 2019, con sede a La Spezia e diretta da Francesco Pelosi e Mario Manzoni.

## Storia

### 2010-2012: i primi anni come Nippo
Il team nasce nel 2010 a Tokyo sotto la direzione di Hiroshi Daimon, già direttore del Team Nippo-Endeka, e dell'ex professionista italiano Alberto Elli, assumendo licenza Continental. Vengono messi sotto contratto alcuni ciclisti italiani, tra cui Luca Barla e Vincenzo Garofalo, e diversi giapponesi: il gruppo gareggia tra Europa e Asia, conseguendo diversi successi con Takashi Miyazawa (frazioni in Tour de Taiwan, Tour of Kumano, Vuelta Ciclista a León).
Nel 2011 la squadra si fonde con la CDC-Cavaliere, formazione italiana con base a Montegranaro anch'essa di categoria Continental. La sede europea si sposta ad Ancona, nelle Marche, e lo sponsor principale diventa il Gruppo D'Angelo & Antenucci, presente nel mondo del ciclismo già nel 2009, quando fece da terzo sponsor del team LPR Brakes-Farnese Vini, e nel 2010, come secondo sponsor alla Acqua & Sapone. L'esordio del team, avvenuto al Tour de San Luis il 17 gennaio 2011, coincide con il secondo posto di Maximiliano Richeze nella prima tappa della competizione; la prima vittoria arriva nella sesta tappa della stessa corsa sudamericana ad opera del colombiano Miguel Ángel Rubiano. In base ai piazzamenti ottenuti nelle stagioni 2009 e 2010 dai corridori in rosa, la squadra riceve l'invito automatico a tutte le gare di categoria 1.2 e 2.2, ottenendo quindici successi, tra i quali quello nella classifica finale del Brixia Tour con Fortunato Baliani. A fine stagione vengono confermati i corridori più importanti, a cui vengono affiancati altri innesti, mentre viene ceduto Rubiano all'Androni Giocattoli.
Nel 2012 il gruppo D'Angelo & Antenucci abbandona la sponsorizzazione e la squadra riprende il nome di Team Nippo. L'incarico di team manager è rivestito da Andrea Tonti; sei dei quattordici corridori che compongono la rosa sono nipponici, per appoggiare il progetto dell'azienda Nippo teso a promuovere e accrescere la notorietà del ciclismo in Oriente. Le biciclette sono fornite da De Rosa e la gestione sportiva è ad Ancona. La squadra, oltre che in Europa, è presente in diverse gare dell'Asia Tour. La prima vittoria stagionale arriva con l'argentino Maximiliano Richeze alla Vuelta de Mendoza; nella stessa corsa anche Mauro Abel Richeze ottiene un successo, precedendo allo sprint il fratello Maximiliano. La stagione 2012 è caratterizzata da numerose vittorie in Asia, America ed Europa e il secondo posto per Maximiliano Richeze nel ranking dell'America Tour, grazie al quale ottiene un contratto con la formazione World Tour Lampre-Merida per la stagione successiva.
Nel 2013 la squadra italo-giapponese, sempre diretta da Elli e Tonti, vince grazie a Fortunato Baliani il Tour of Japan e grazie al colombiano Julián Arredondo il Tour de Langkawi e il Tour de Kumano. Con le vittorie ottenute in Asia il team si piazza al secondo posto nel ranking dell'Asia Tour e vince la speciale classifica individuale con Arredondo. Lo stesso colombiano al termine della stagione firma con la squadra World Tour Trek Factory Racing.

### Dal 2014: la rifondazione con Vini Fantini

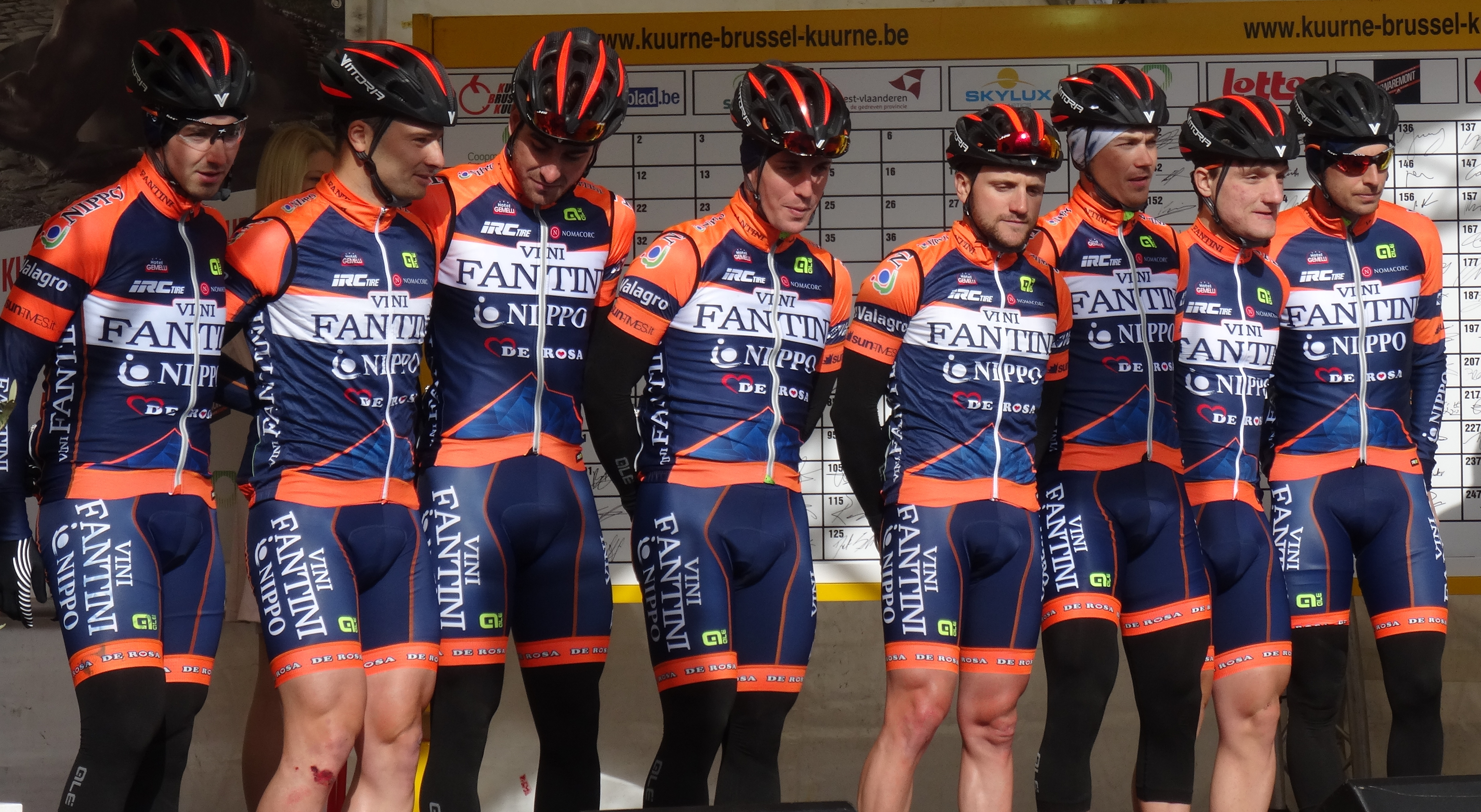
Ciclisti Nippo-Vini Fantini alla Kuurne-Bruxelles-Kuurne 2015

Nel 2014 la formazione dilettantistica abruzzese Vini Fantini-D'Angelo & Antenucci si unisce al Team Nippo-De Rosa per creare una nuova squadra Continental, denominata Vini Fantini-Nippo-De Rosa. La parte giapponese del team è sempre gestita da Hiroshi Daimon, mentre la parte italiana, con sede a Vasto, in Abruzzo, passa sotto la gestione di Stefano Giuliani e Alessandro Spezialetti. Durante l'anno arrivano vittorie in corse europee minori (Circuit des Ardennes, Tour of Estonia) con Pierpaolo De Negri, Grega Bole ed Eduard Michael Grosu, e in corse asiatiche (Tour of Qinghai Lake, Tour de Hokkaido) con lo stesso Grega Bole e con Alessandro Malaguti.
Nel 2015 Nippo ritorna prima sponsor, sempre coadiuvato da Vini Fantini, incrementando gli investimenti: la squadra assume la denominazione Nippo-Vini Fantini, potendo al contempo acquisire una licenza Professional Continental e salire così al secondo livello del ciclismo mondiale. Per la nuova stagione vengono messi sotto contratto Damiano Cunego, vincitore del Giro d'Italia 2004, Daniele Colli e alcuni neoprofessionisti italiani. Durante l'anno la squadra viene invitata al Giro d'Italia, senza però grandi risultati; l'unico successo europeo arriva al Giro di Slovenia con Pierpaolo De Negri, mentre in Asia si mettono in evidenza Nicolas Marini (vince una tappa al Tour of Japan e tre tappe al Tour of China II), Daniele Colli, Riccardo Stacchiotti e Alan Marangoni, vincitori rispettivamente di Tour of China I, Tour de Hokkaido e Tour de Okinawa.

### 2019: la vittoria di tappa al Giro e la chiusura
Il 30 maggio del 2019 vince la diciottesima tappa del Giro d'Italia con Damiano Cima, che corona una lunga fuga battendo in volata Pascal Ackermann e Simone Consonni. Il 31 dicembre 2019 cessa la propria attività nel ciclismo professionistico.

## Cronistoria

### Annuario
| Anno | Codice | Nome                            | Cat. | Biciclette | Dirigenza |
| ---- | ------ | ------------------------------- | ---- | ---------- | --- |
| 2010 | PPO    | Team Nippo                      | CT   | Colnago    | Manager: Hiroshi Daimon Dir. sportivi: Antonio Cibei, Alberto Elli, Ken Hashikawa                                                                |
| 2011 | DAN    | D'Angelo & Antenucci-Nippo      | CT   | Kyklos     | Manager: Stefano Scattolini Dir. sportivi: Alberto Elli, Hiroshi Daimon, Fabrizio Fabbri, Primo Franchini                                        |
| 2012 | PPO    | Team Nippo                      | CT   | De Rosa    | Manager: Hiroshi Daimon Dir. sportivi: Alberto Elli, Fabrizio Fabbri, Andrea Tonti, Ken Hashikawa                                                |
| 2013 | PPO    | Team Nippo-De Rosa              | CT   | De Rosa    | Manager: Hiroshi Daimon Dir. sportivi: Alberto Elli, Fabrizio Fabbri, Andrea Tonti, Ken Hashikawa, Eddy Serri                                    |
| 2014 | VFN    | Vini Fantini-Nippo              | CT   | De Rosa    | Manager: Hiroshi Daimon Dir. sportivi: Stefano Giuliani, Ken Hashikawa, Alessandro Spezialetti                                                   |
| 2015 | NIP    | Nippo-Vini Fantini              | PCT  | De Rosa    | Manager: Francesco Pelosi Dir. sportivi: Stefano Giuliani, Hiroshi Daimon, Stefano Garzelli, Mario Manzoni                                       |
| 2016 | NIP    | Nippo-Vini Fantini              | PCT  | De Rosa    | Manager: Francesco Pelosi Dir. sportivi: Stefano Giuliani, Hiroshi Daimon, Shinichi Fukushima, Stefano Garzelli, Mario Manzoni                   |
| 2017 | NIP    | Nippo-Vini Fantini              | PCT  | De Rosa    | Manager: Francesco Pelosi Dir. sportivi: Mario Manzoni, Hiroshi Daimon, Shinichi Fukushima, Stefano Garzelli, Stefano Giuliani, Valerio Tebaldi  |
| 2018 | NIP    | Nippo-Vini Fantini-Europa Ovini | PCT  | De Rosa    | Manager: Francesco Pelosi Dir. sportivi: Mario Manzoni, Hiroshi Daimon, Alessandro Donati, Shinichi Fukushima, Stefano Garzelli, Valerio Tebaldi |
| 2019 | NIP    | Nippo-Vini Fantini-Faizanè      | PCT  | De Rosa    | Manager: Francesco Pelosi Dir. sportivi: Mario Manzoni, Hiroshi Daimon, Alessandro Donati, Stefano Garzelli, Takehiro Mizutani, Valerio Tebaldi  |

### Classifiche UCI
Aggiornato al 31 dicembre 2017.
| Anno | Classifica | Pos. | Migliore cl. individuale   |
| ---- | ---------- | ---- | -------------------------- |
| 2011 | Africa T.  | 13º  | Bernardo Riccio (79º)      |
| 2011 | America T. | 14º  | Miguel Ángel Rubiano (71º) |
| 2011 | Asia T.    | 10º  | Miguel Ángel Rubiano (34º) |
| 2011 | Europe T.  | 17º  | Fortunato Baliani (28º)    |
| 2012 | America T. | 5º   | Maximiliano Richeze (2º)   |
| 2012 | Asia T.    | 4º   | Maximiliano Richeze (9º)   |
| 2012 | Europe T.  | 59º  | Maximiliano Richeze (82º)  |
| 2013 | Africa T.  | 13º  | Fortunato Baliani (76º)    |
| 2013 | Asia T.    | 2º   | Julián Arredondo (1º)      |
| 2013 | Europe T.  | 70º  | Leonardo Pinizzotto (271º) |
| 2014 | Africa T.  | 20º  | Willie Smit (102º)         |
| 2014 | Asia T.    | 7º   | Grega Bole (7º)            |
| 2014 | Europe T.  | 24º  | Grega Bole (19º)           |
| 2015 | Asia T.    | 4º   | Nicolas Marini (12º)       |
| 2015 | Europe T.  | 41º  | Damiano Cunego (74º)       |
| 2016 | America T. | 47º  | Damiano Cunego (441º)      |
| 2016 | Asia T.    | 6º   | Grega Bole (54º)           |
| 2016 | Europe T.  | 29º  | Grega Bole (81º)           |
| 2016 | Oceania T. | 11º  | Damiano Cunego (102º)      |
| 2017 | America T. | 30º  | Marco Canola (96º)         |
| 2017 | Asia T.    | 5º   | Marco Canola (6º)          |
| 2017 | Europe T.  | 13º  | Marco Canola (13º)         |

## Palmarès
Aggiornato al 31 dicembre 2018.

### Grandi Giri
- Giro d'Italia

Partecipazioni: 3 (2015, 2016, 2019)
Vittorie di tappa: 1
2019: 1 (Damiano Cima)
Vittorie finali: 0
Altre classifiche: 0
- Tour de France

Partecipazioni: 0
- Vuelta a España

Partecipazioni: 0

### Campionati nazionali
- Campionati rumeni: 3

In linea: 2018 (Eduard Michael Grosu)
Cronometro: 2017, 2018 (Eduard Michael Grosu)

## Organico 2019
Aggiornato al 15 aprile 2019.

### Staff tecnico
|  | Naz.                | Ruolo | Sportivo          |  |  |  |
|  | ------------------- | ----- | ----------------- |  |  |  |
|  | Italia (bandiera)   | GM    | Francesco Pelosi  |  |  |  |
|  | Italia (bandiera)   | DS    | Mario Manzoni     |  |  |  |
|  | Giappone (bandiera) | DS    | Hiroshi Daimon    |  |  |  |
|  | Italia (bandiera)   | DS    | Alessandro Donati |  |  |  |
|  | Italia (bandiera)   | DS    | Stefano Garzelli  |  |  |  |
|  | Giappone (bandiera) | DS    | Takehiro Mizutani |  |  |  |
|  | Italia (bandiera)   | DS    | Valerio Tebaldi   |  |  |  |

### Rosa
|  | Naz.                |  | Sportivo           |      |  |  |
|  | ------------------- |  | ------------------ | ---- |  |  |
|  | Colombia (bandiera) |  | Rubén Darío Acosta | 1996 |  |  |
|  | Italia (bandiera)   |  | Nicola Bagioli     | 1995 |  |  |
|  | Spagna (bandiera)   |  | Joan Bou           | 1997 |  |  |
|  | Italia (bandiera)   |  | Marco Canola       | 1988 |  |  |
|  | Italia (bandiera)   |  | Damiano Cima       | 1993 |  |  |
|  | Italia (bandiera)   |  | Imerio Cima        | 1997 |  |  |
|  | Giappone (bandiera) |  | Sho Hatsuyama      | 1988 |  |  |
|  | Giappone (bandiera) |  | Masakazu Ito       | 1988 |  |  |
|  | Spagna (bandiera)   |  | Juan José Lobato   | 1988 |  |  |
|  | Italia (bandiera)   |  | Giovanni Lonardi   | 1996 |  |  |
|  | Italia (bandiera)   |  | Moreno Moser       | 1990 |  |  |
|  | Giappone (bandiera) |  | Hideto Nakane      | 1990 |  |  |
|  | Giappone (bandiera) |  | Hiroki Nishimura   | 1994 |  |  |
|  | Colombia (bandiera) |  | Alejandro Osorio   | 1998 |  |  |
|  | Italia (bandiera)   |  | Ivan Santaromita   | 1984 |  |  |
|  | Giappone (bandiera) |  | Hayato Yoshida     | 1989 |  |  |
|  | Italia (bandiera)   |  | Filippo Zaccanti   | 1995 |  |  |